# Свенссон, Михаэль
Михаэ́ль Све́нссон (швед. Michael Svensson; род. 25 ноября 1975, Вернаму, Швеция) — шведский футболист, центральный защитник. Выступал за сборную Швеции, был капитаном английского клуба «Саутгемптон».

## Карьера
В 1997 году перешёл из «Вернаму» в «Хальмстад», выступавший в Аллсвенскан (высшей лиге чемпионата Швеции). В его составе в 2000 году стал чемпионом Швеции и участвовал в матчах еврокубков. В 2001 году перешёл во французский «Труа», за который отыграл один сезон в Лиге 1 (высшей лиге чемпионата Франции). По итогам сезона «Труа» занял 7-е место. В 2002 году перешёл в клуб английской Премьер-лиги «Саутгемптон» за £2 млн. Весной 2004 года получил тяжёлую травму колена, из-за которой пропустил чемпионат Европы-2004 и весь сезон 2004/05, в котором его команда заняла последнее место и вылетела в Чемпионат Футбольной Лиги. Михаэль вернулся в строй в октябре 2005, но вскоре вновь повредил колено и выбыл из строя до конца сезона, сыграв в чемпионате 7 матчей. Летом 2008 года вернулся в «Саутгемптон» и был назначен капитаном команды, подписав 15 августа контракт на срок 1 год.
Дебютировал в национальной сборной Швеции 17 августа 1999 года в товарищеском матче против команды Австрии (0:0). Был включён в заявку на чемпионат мира-2002, но на поле не вышел. Последний раз играл за сборную в 2003 году.

## Достижения
- Чемпион Швеции 2000
- Финалист Кубка Англии 2003